# Sergueï von Toll
Le comte Sergueï Alexandrovitch von Toll, en russe : Сергей Александрович Толь, né le 30 juillet 1848 à Saint-Pétersbourg et décédé le 19 janvier 1923 à Baden-Baden, est un aristocrate allemand de la Baltique qui appartient à la branche orthodoxe de cette famille demeurée luthérienne. Il fut gouverneur civil de Saint-Pétersbourg du 2 septembre 1889 à mai 1903 et membre du Conseil d'État (1903).

## Biographie
Diplômé en 1870 de l 'école de Jurisprudence de Saint-Pétersbourg qui forme les hauts fonctionnaires de l'Empire russe, il entre en qualité de fonctionnaire au ministère de la Justice. Le 2 septembre 1889, Alexandre III le nomme gouverneur civil de Saint-Pétersbourg, poste qu'il occupe jusqu'en mai 1903. Pendant son mandat, il veille à la généralisation des soins de santé et de l'éducation à Saint-Pétersbourg et de ses environs. Grâce au comte von Toll, douze hôpitaux voient le jour dans la capitale impériale et le gouvernement de Saint-Pétersbourg. Un hôpital psychiatrique est construit à Tsarskoïe Selo en 1899. Une société de lutte contre la lèpre est également fondée. Un hôpital est ouvert à Yamburgsky, propriété ayant appartenu à l'impératrice Marie. Un grand nombre de bibliothèques sont mises à la disposition des écoles de village grâce à son action. En 1890, une aumônerie ouvre à Kronstadt. En 1892, il est à l'origine de la fondation d'une école de jardinage à Pavlovsk (1892), et d'une laiterie à Lesnoï en 1897. Il fait construire rue Litovskaïa un hôpital pédiatrique en 1901 ouvert en 1905, et deux orphelinats sur l'île de Vassilevski en 1900 et en 1903, au nord de la capitale. 
Le comte von Toll est également à l'origine de l'électrification de Gatchina à partir de 1903. Il est nommé conseiller d'État en 1903 et Oberjägermeister (grand écuyer de la Cour) en 1914. Le comte est un membre actif de l’Assemblée russe parti monarchiste formé en 1900 et dissous en 1917. Il fait partie de son conseil de 1914 à novembre 1916. Le comte préside le comité de la Croix-Rouge pour la région nord de la Russie. Il demeure au 8 de la rue Potchtamtskaïa (rue de la Poste) et à la belle saison dans son domaine du gouvernement de Riazan dans le village de Lessichtcho.
Il est arrêté quelque temps par les Allemands au début de la Première Guerre mondiale et publie des Mémoires de son emprisonnement en 1917.
Arrêté en septembre 1918, le comte von Toll, qui avait soixante-dix ans, comparaît devant le comité de la tchéka de Petrograd, et il est détenu comme otage, mais il est finalement libéré et il parvient à émigrer en Allemagne, où il meurt en 1923 à Baden-Baden. Le comte était l'époux de la comtesse Sophie Dimitrievna Tolstoï.